# گری دیوید گلدبرگ
گری دیوید گلدبرگ (به انگلیسی: Gary David Goldberg) ‏ (زاده ۲۵ ژوئن ۱۹۴۴ - درگذشته ۲۲ ژوئن ۲۰۱۳) نویسنده و تهیه‌کننده تلویزیونی اهل ایالات متحده

## آثار
- Family Ties (۱۹۸۲-۱۹۸۹)
- Brooklyn Bridge (۱۹۹۳-۱۹۹۱)
- Spin City (۱۹۹۶-۲۰۰۲)